# 印度大风子
印度大风子（学名：Hydnocarpus kurzii）为大风子科大风子属下的一个种。

## 扩展阅读
- 維基物種上的相關：印度大风子